# Brotorget
Brotorget var et torv centralt beliggende i Bollnäs i Gävleborgs län i det østlige/centrale Sverige.
På torvet var der torvehandel året rundt. Om sommeren standsede "Snoddaståget" på torvet, som også var stedet, hvor finalen i Hälsingehambon (verdensmesterskabet i dansen hambo) dansedes. På torvet var en scene, malet og udsmykket af kunstneren Mårten Andersson. I torvets nordøstlige hjørne stod det berømte Snoddasrelief.
17. december 2007 besluttede bystyret at sælge torvet til det danske ejendomsselskab Sjælsø Gruppen for 162.000 kronor. Planerne var at selskabet skulle bygge et indkøbscenter, så torvet blev ryddet og gravet op i 2008. På grund af finanskrisen blev planerne lagt på is, og endnu i 2014 er torvet en 2700 kvadratmeter stor grusplads.
Forfatteren Thomas Tidholm, bosat i Arbrå udenfor Bollnäs, er en af dem, der har engageret sig stærkt mod at kommunen solgte byens torv.

## Eksterne links
- Bollnäs Kommune
- Brotorget
- Så blev Bollnäs en svensk öken

61°20′53.16″N 16°23′44.31″Ø / 61.3481000°N 16.3956417°Ø